# Chiquinho do Acordeom
Romeu Seibel, por pseudônimo Chiquinho do Acordeom (Santa Cruz do Sul, 7 de novembro de 1928 — Rio de Janeiro, 13 de fevereiro de 1993), foi um músico, compositor e arranjador brasileiro.

## História
Proveniente duma família de descendentes de alemães, Chiquinho aprendeu a tocar acordeon ainda em criança. Em 1950, fez suas primeiras gravações em disco. Fez parte do Trio Surdina a partir de 1952, com Fafá Lemos (violino) e Garoto (violão).
Em 1953, passou a fazer parte da orquestra da Rádio Nacional. Neste mesmo ano, criou o grupo "Chiquinho e seu Conjunto", com o qual apresentou-se até a década de 1990 e gravou alguns discos e fez parte do "Sexteto de Radamés Gnattali", com o qual excursionou pela Europa em 1960. Entre 1963 e 1967 foi diretor musical da TV Excelsior e nas décadas de 80 e 90 gravou discos importantes como Sivuca & Chiquinho do Acordeon em 1984, ao lado de Sivuca, Chiquinho do Acordeom em 1989, e Retratos em 1991, ao lado de Raphael Rabello e da Orquestra de Cordas Brasileiras. De 1984 a 1989, trabalhou como arranjador e acordeonista em gravações de Luiz Gonzaga.
Em toda a carreira, acompanhou vários artistas brasileiros, entre eles Martinho da Vila, Carlos Lyra, Antonio Carlos e Jocafi, Maria Creuza, Rildo Hora,Nara Leão, Radamés Gnattali, Zé Menezes, Fagner, Marisa Gata Mansa, Raul Seixas, MPB-4, João Bosco, Elizeth Cardoso, Beth Carvalho, Edu Lobo, Francis Hime, Olívia Hime, Marina Lima, Rita Lee, Elba Ramalho, Ney Matogrosso, Raphael Rabello, Dominguinhos, Maria Bethânia, Clementina de Jesus, Jair Rodrigues e Luiz Bonfá.

## Discografia
- Casca grossa/Sereno, 1950
- Delicado/Brasileirinho, 1951
- Canção de amor/Meu sonho é você, 1952
- Ferro velho/Estranho, 1952
- Delicioso/Retrato de Nazareth, 1952
- Tristeza do Jeca/Tatu subiu no pau, 1953
- Limelight/Est-ce ma faute, 1953
- Talvez seja você/Ademir, 1954
- Cerezo rosa/Violetas imperiais, 1954
- O pequeno sapateiro/Charmaine, 1955
- Nem eu/O que é que a baiana tem/O mar/Não tem solução, 1955
- Fita amarela/Três apitos/Conversa de botequim/Com que roupa, 1955
- Amor secreto/Contigo en la distancia/Verdad amarga/Una aventura mas, 1955
- Na madrugada/Duas contas/Nós três/Canto Karabali, 1955
- Sinceridad/Contigo/Angelitos negros/Canción del alma, 1955
- Rio de Janeiro/Inquietação/Brasil moreno/No tabuleiro da baiana, 1955
- Solidão/Smile, 1955
- Um fio de esperança/Horas íntimas, 1955
- O lenço do Chiquinho/Buliçoso, 1955
- Il torrente/Canção da volta, 1956
- Meu limão meu limoeiro/Rio/Favela/Terra seca, 1956
- Sin ti/Oración Caribe/Babalu/Para que sufras, 1956
- Felicidade/Joãozinho boa pinta, 1956
- Vai haver barulho no "chateau"/Feitio de oração, 1956
- Dora/João Valentão, 1956
- Peixe vivo/Casinha pequenina, 1956
- O relógio da vovó/Malagueña, 1956
- Na madrugada/Com que roupa, 1956
- Ninguém como tu/De amor em amor, 1956
- Garotas de Portugal/Vous que passez sans me voir, 1957
- With all my heart/Meu mundo caiu, 1958
- Patrícia/Covarde, 1958
- Vida de minha vida/A felicidade, 1959
- Why wait/Trágica mentira, 1959
- Sivuca e Chiquinho do Acordeon, 1984
- Chiquinho do Acordeon, 1989
- Retratos, 1991